# 디미트리오스 흐리스토풀로스
디미트리오스 흐리스토풀로스(그리스어: Δημήτριος Χριστόπουλος)는 그리스의 육상 선수이다. 그는 아테네에서 열린 1896년 하계 올림픽에 참가했다.
흐리스토풀로스는 마라톤 종목에 출전한 17명의 선수 중 한 명이었다. 그는 경기 도중 포기한 7명의 선수 중 하나이기도 하다.